# Hancsovszky
A Hancsovszky egy 2024-ben bemutatott, játékfilmes elemekkel is rendelkező dokumentumfilm, Laczkó Sándor rendezésében. A film az 1945-ben történt, Hancsovszky Béla nevéhez köthető tornaljai csendőrség felrobbantását dolgozza fel.
Főbb szerepekben Hégli Bence, Oszlík Péter, Gál Tamás, Kiss Szilvia, Gál Réka Ágota, Hostomský Fanni, Culka Ottó, Kilo Krisztina látható. A történetet Simon Attila és Popély Árpád történészek szavai kísérik végig.

## Előzetes
1945-ben, rejtélyes körülmények között valaki felrobbantotta a tornaljai csendőrőrs épületét. Hancsovszky Béla, egy 19 éves gimnazista fiú magára vállalta a merényletet, amiért halálra ítélték.

## Történet
A második világháború után a csehszlovák fennhatóság alá került felvidéki magyarság életét jelentősen megnehezítette az 1945. április 5-én létrejött kassai kormányprogram.  Ez a mezőváros típusú Tornaljába is fokozatosan elért, a magyarokat megfosztották jogaiktól, nagy számban kihurcolták, kizárták őket a közéletből, számos más korlátozás mellett.  
Hancsovszky Béla (Hégli Bence) barátaival a második világháborúból megmaradt robbanószerekkel és fegyverekkel szórakoznak, miközben megjelenik a hirdetmény, miszerint amelyik magyar önszántából elhagyja Csehszlovákiát, az minden ingóságát magával viheti, míg, ha valaki hatóságilag lesz kiutasítva, az csak hivatalosan engedélyezett csomagot vihet magával.
Az 1945-ös történeti szál mellett párhuzamosan fut egy jelenkori történeti szál is, amelyben Máté (Oszlík Péter) interjúk és különböző dokumentumok alapján nyomon követi a robbantás eseményeit.  
A történetben jelentős szerepet játszanak a női mellékszerepők, mint Béla barátnője, Anna (Gál Réka Ágota), barátjuk, Éva (Hostomský Fanni), Béla édesanyja (Kiss Szilvia), valamint a jelenben kutató történész, Máté barátnője, Csilla (Kilo Krisztina).
1945. augusztus 8-án hajnalban robbanás rázta meg a tornaljai csendőrség épületét. Az épületben több kár is keletkezett, azonban egyetlen ember sem sérült meg.  Statáriumot hirdettek ki, letartóztattak és elhurcoltak körülbelül 150 tornaljai fiatal fiút, majd embertelen körülmények között fogva tartották és vallatták őket. Hancsovszky Béla magára vállalta a tettet. 15 éves öccsét, Hancsovszky Istvánt (Gál Ádám Vajk) és 14 éves barátjukat, Böhm Ferencet (Németh Krisztián) bűnrészességgel vádolták.  
Hancsovszky Bélát halálra ítélték. Rejtélyes körülmények között megszökött a rimaszombati börtönből és átjutott a csehszlovák határon Magyarországra, ahol többször letartóztatták, de mindig sikerült megszöknie. Hancsovszky Béla halálának ideje, helye és körülményei azóta is tisztázatlanok.  

## Szereplők
| Karakter                | Színész                                                  |
| ----------------------- | -------------------------------------------------------- |
| Hancsovszky Béla        | Hégli Bence                                              |
| Máté                    | Oszlík Péter                                             |
| Csilla                  | Kilo Krisztina                                           |
| Vádló                   | Gál Tamás                                                |
| Anna                    | Gál Réka Ágota                                           |
| Hancsovszky Melánia     | Kiss Szilvia                                             |
| Éva                     | Hostomský Fanni                                          |
| Böhm Ferenc             | Németh Krisztián                                         |
| Hancsovszky István      | Gál Ádám Vajk                                            |
| Derencsényi             | Balla Barnabás                                           |
| Peszeki                 | Culka Ottó                                               |
| Baka                    | Ollé Erik                                                |
| Rudolf Červenák         | Milo Kráľ                                                |
| Matula                  | Nagy László                                              |
| Vician                  | Zsidek Pál                                               |
|                         | Simon Attila                                             |
|                         | Popély Árpád                                             |
| Bíró                    | Melecsky Kristóf                                         |
| Katonák(tópart)         | Angyal Imre, Szőcs Tamás                                 |
| Katonai teherautó sofőr | Kristián Molnár                                          |
| Katona (teherautó)      | Raymond Krecsmer                                         |
| Őrszem (robbantás)      | Varga Nimród                                             |
| Idős ember              | Fabó Tibor                                               |
| Bírósági tanúk          | Tóth Gábor, Laboda Róbert, Panyi Ágota, Kocskovics Péter |
| Gyuri bácsi             | Kiss György                                              |
| Szenátusi tagok         | Molnár Csaba, Dudás Szabolcs                             |
| Börtön rabok            | Juhász László, Herdics János, Udvardi László             |
| Katonák (utca)          | Simon Tušan, Ladislav Žákovič                            |
| Katona (bíróság)        | Raymond Krecsmer                                         |
| Máté édesapja           | Stubendek László                                         |

## Teljes stáblista
| Rendező                                 | Laczkó Sándor                                                                     |
| Fényképezte                             | Linn Patrik                                                                       |
| Dramaturg                               | Varga Emese                                                                       |
| Gyártásvezető                           | Ivanics Júlia                                                                     |
| Ügyvezető Producer                      | Szarka Kriszta                                                                    |
| Koproducerek                            | Forgács Attila, Orosz Örs                                                         |
| Írta                                    | Laczkó Sándor, Varga Emese                                                        |
| Elsőasszisztens                         | Kovács Linn Zsuzsanna, Petrezselyem László                                        |
| Másodasszisztens                        | Kriskó Tamás                                                                      |
| Rendezősegéd                            | Molnár Csaba                                                                      |
| Első kameraasszisztensek (Focus puller) | Szőke Márton, Faragó Péter                                                        |
| Másod kameraasszisztensek (2nd AC)      | Hirling Imre, Bódog Krisztián                                                     |
| Fővilágosító                            | Molnár Miklós                                                                     |
| Fővilágosító (könyvtár)                 | Laczkó Ferenc                                                                     |
| Világosítók                             | Kukliš Péter, Lehocký Gábor, Fóti Dávid, Tóth Kristóf, Gerhát Máté, Sárkány Zsolt |
| Helyszíni hangmérnök                    | Gyula Márk, Bánk Attila                                                           |
| Mikrofonos                              | Keresztény Bonaventúra                                                            |
| Zeneszerző                              | Hegedűs Dániel                                                                    |
| Zörejek és foley                        | Jonas Søndberg Jensen                                                             |
| Hangmérnök                              | Bobák Bence                                                                       |
| Kosztümtervező                          | Madleňák Andrea                                                                   |
| Öltöztető                               | Zuzana Kadlčáková, Alžbeta Vakulová                                               |
| Díszlettervező                          | Gantner Péter                                                                     |
| Kellékes                                | Fazekas Gábor                                                                     |
| Berendező                               | Fehérhegyi Attila                                                                 |
| Segítők                                 | Hegedűs Zoltán, Kállai Roland                                                     |
| Kellék készítők                         | Anda Mária, Anda Lajos                                                            |
| Drón operátor                           | Kápostáš Martin                                                                   |
| Sminkmester                             | Bergendi Beatrix                                                                  |
| Fotósok                                 | Kápostáš Martin, Dömötör Kristóf                                                  |
| Vágó                                    | Mógor Ágnes, HSE                                                                  |
| Color Grading                           | Láposi Dávid                                                                      |
| Fegyvermester                           | Gonda Zsolt                                                                       |
| Fegyveres                               | Pergel Zoltán                                                                     |
| Pirotechnikus                           | Tóth Dominik                                                                      |
| Fodrász                                 | Németh Diana                                                                      |
| Produkciós asszisztensek                | Anna Kovaľová, Kis Lázár Bence                                                    |
| Runner                                  | Seman Jacenko, Németh Levente, Tóth Márk                                          |
| Conform                                 | Epix Studio                                                                       |
| Conform asszisztens                     | Puskás Richárd                                                                    |
| Utómunka koordináció                    | Epix Studio                                                                       |
| VFX                                     | Kevin Šimko                                                                       |
| Adatkezelés                             | Epix Studio, Tuba Dániel                                                          |
| Grafikai tervezés, OCR                  | Szamák Mihály                                                                     |
| Plakáttervezés, vizuálok                | Szendrődi Krisztián, Szendrődi Zoltán                                             |
| Feliratozás, fordítás                   | Haraszti Ildikó, Haraszti Sztella                                                 |
| Trailer hang keverés                    | Szabó 'Gila' Ádám, Gila recording studios                                         |
| Transzkript, átírás                     | Horváth Malvin                                                                    |
| Helyszíni hangtechnika                  | Endrédi Richárd                                                                   |
| Kameratechnika                          | VantageVision Rentál Budapest, Dunajská Rental Bratislava, Presstige s.r.o.       |
| Rádiókommunikáció                       | TomCom kft                                                                        |
| Nyelvi korrektúra                       | Haraszti Ildikó, Laczkó Judit                                                     |
| Emelőautó                               | Anda Tamás                                                                        |
| Közösségi media                         | Kotiers Róza                                                                      |
| Adminisztratív munkatársak              | Szekeres Krisztina, Horváth Malvin, Ľubomíra Kardošová                            |
| Produkciós supervisor                   | Mátis Inez, Meggyes Krisztina                                                     |
| Disztribúciós partner                   | ProART Wave Polgári Társulás                                                      |
| Jogászok                                | Dr Nagy Róbert                                                                    |
| Könyvelő                                | Jován Cserna Krisztina                                                            |

## Gyártás
Simon Attila történész ötlete volt Hancsovszky Béla történetének megfilmesítése. A rendező, Laczkó Sándor és a somorjai Fórum Kisebbségkutató Intézet támogatásával kezdetét vette a Hancsovszky-projekt. Popély Árpád történésszel együtt kutattak levéltárakban Tornalján, Besztercebányán, Pozsonyban, Budapesten és Prágában is. A több mint 500 oldalnyi dokumentum segítségével rekonstruált történetből Lackó Sándor és Varga Emese írt forgatókönyvet. 
A forgatásra 2023 nyarán került sor, 12 napig forgatták a filmet, különböző helyszíneken – a két Komáromban, a Nagyléli-szigeten, Leléd határában, Dunaradványon és Tornalján. Fesztiválokon való részvételét követően a film díszbemutatója 2024. október 3-án volt Tornalján.
A film teljes költségvetése 172 000 euró, ebből 77 000 eurót a Nemzeti Kisebbségek Kultúráját Támogató Alap (Kultminor), 16 500 eurót pedig az Audiovizuális Alap fedezett. A közösségi finanszírozási kampány keretén belül összegyűlt 3622 euró, a maradék költségeket pedig önerőből finanszírozták.

## Díjak, elismerések
- 2024 július – Rome Prisma Film Awards (Római Prisma Filmdíjak) – best feature doc (legjobb egészestés dokumentumfilm)[10][4]
- 2024 május – Swedish International Film Festival (Svéd Nemzetközi Filmfesztivál) – best documentary (legjobb dokumentumfilm) - kimagasló teljesítmény fődíj[11][4]
- 2024 május – Paradise Film Festival (Paradise Filmfesztivál) – best documentary (legjobb dokumentumfilm)[4]
- 2024 – European International Film Awards (Európai Nemzetközi Filmdíjak) – honorable mention (tiszteletbeli elismerés)[4]